# Rettenberg (Gemeinde Sankt Andrä-Höch)
Rettenberg ist eine Ortschaft mit 256 Einwohnern (Stand: 1. Jänner 2024) und Katastralgemeinde in der steiermärkischen Weinbaugemeinde Sankt Andrä-Höch im Sausaler Weingebiet. Sie hat eine Fläche von 350,51 Hektar. 1968 wurde die Katastralgemeinde Rettenberg mit der Weinbaugemeinde Sankt Andrä-Höch verbunden.